# Pteretis struthiopteris
Pteretis struthiopteris là một loài dương xỉ trong họ Onocleaceae. Loài này được L. Nieuwl. mô tả khoa học đầu tiên năm 1914.